# 東海日日新聞
東海日日新聞（とうかいにちにちしんぶん）とは、愛知県豊橋市に本社を置き、愛知県東部地方で発行されている地方紙。朝刊のみ発行し、発行部数は約7,000部。この地域では、東日新聞（とうにちしんぶん）の題号で知られる。
この地方特有の中日新聞の圧倒的なシェアの下で発行部数は伸び悩んでいるが、大手新聞社が掲載しないこの地方の小さなニュースなどの掲載に力を入れることで、地域密着色を強めている。日本新聞協会には加盟していない。

## 沿革
- 1948年 - 東三新聞発刊。
- 1954年 - 不二タイムスへ改称。
- 1963年 - 現在の社名である東海日日新聞へ改称。
- 2001年 - 東日新聞へ題号を変更。
- 2003年 - 紙面改革により、これまでのブランケット判からタブロイド判に変更。
- 2008年 - ホテル日航豊橋で創刊60周年記念パーティーを開いた。
- 2012年 - 公式ホームページをリニューアル。

## 本社・支局
- 本社 - 豊橋市（社長・白井収）
- 支社・支局 - 豊川市、蒲郡市、新城市、田原市